# Чемпионат Европы по фехтованию 2012
Чемпионат Европы по фехтованию 2012 прошёл в итальянском городе Леньяно с 15 по 20 июня. На турнире было разыграно 12 комплектов наград: в индивидуальном и командном первенствах по фехтованию на шпагах, рапирах и саблях среди мужчин и женщин.

## Медали

### Общий зачёт
(Жирным выделено самое большое количество медалей в своей категории; принимающая страна также выделена)
| Общее количество медалей |                |        |         |        |       |
| Место                    | Страна         | Золото | Серебро | Бронза | Всего |
| 1                        | Россия         | 7      | 1       | 3      | 11    |
| 2                        | Италия         | 2      | 0       | 2      | 4     |
| 3                        | Румыния        | 1      | 3       | 0      | 4     |
| 4                        | Украина        | 1      | 1       | 2      | 4     |
| 5                        | Швейцария      | 1      | 0       | 1      | 1     |
| 6                        | Франция        | 0      | 3       | 1      | 4     |
| 7                        | Германия       | 0      | 1       | 4      | 5     |
| 8                        | Эстония        | 0      | 1       | 1      | 2     |
| 9                        | Греция         | 0      | 1       | 0      | 1     |
| 9                        | Венгрия        | 0      | 1       | 0      | 1     |
| 11                       | Польша         | 0      | 0       | 2      | 2     |
| 12                       | Беларусь       | 0      | 0       | 1      | 1     |
| 12                       | Великобритания | 0      | 0       | 1      | 1     |
| Всего                    | Всего          | 12     | 12      | 18     | 42    |

## Медалисты

### Мужчины
| Дисциплина                  | Золото                                                                          | Серебро                                                                               | Бронза                                                                           |
| --------------------------- | ------------------------------------------------------------------------------- | ------------------------------------------------------------------------------------- | -------------------------------------------------------------------------------- |
| Шпага Личное первенство     | Павел Сухов Россия                                                              | Николай Новосёлов Эстония                                                             | Макс Хайнцер Швейцария                                                           |
| Шпага Личное первенство     | Павел Сухов Россия                                                              | Николай Новосёлов Эстония                                                             | Йорг Фидлер Германия                                                             |
| Шпага Командное первенство  | Швейцария · Беньямин Штеффен · Фабиан Каутер · Макс Хайнцер · Флориан Штауб     | Венгрия · Геза Имре · Габор Боцко · Петер Шомфаи · Петер Сеньи                        | Украина · Дмитрий Карюченко · Максим Хворост · Богдан Никишин · Анатолий Герей   |
| Рапира Личное первенство    | Алексей Черемисинов Россия                                                      | Беньямин Клайбринк Германия                                                           | Ричард Крузе Великобритания                                                      |
| Рапира Личное первенство    | Алексей Черемисинов Россия                                                      | Беньямин Клайбринк Германия                                                           | Михал Маевский Польша                                                            |
| Рапира Командное первенство | Италия · Андреа Бальдини · Валерио Аспромонте · Андреа Кассара · Джорджо Авола  | Франция · Энцо Лефор · Виктор Сентес · Эрванн Ле Пешу · Брис Гияр                     | Германия · Себастьян Бахман · Петер Йоппих · Беньямин Клайбринк · Андре Вессельс |
| Сабля Личное первенство     | Алексей Якименко Россия                                                         | Боладе Апити Франция                                                                  | Александр Буйкевич Белоруссия                                                    |
| Сабля Личное первенство     | Алексей Якименко Россия                                                         | Боладе Апити Франция                                                                  | Андрей Ягодка Украина                                                            |
| Сабля Командное первенство  | Россия · Вениамин Решетников · Николай Ковалёв · Алексей Якименко · Павел Быков | Румыния · Тибериу Долничану · Рареш Думитреску · Флорин Заломир · Александру Сиритяну | Германия · Максимилиан Хартунг · Николас Лимбах · Бенедикт Вагнер · Матьяш Сабо  |

### Женщины
| Дисциплина                  | Золото                                                                               | Серебро                                                                 | Бронза                                                                                |
| --------------------------- | ------------------------------------------------------------------------------------ | ----------------------------------------------------------------------- | ------------------------------------------------------------------------------------- |
| Шпага Личное первенство     | Симона Герман Румыния                                                                | Анка Мэрою Румыния                                                      | Любовь Шутова Россия                                                                  |
| Шпага Личное первенство     | Симона Герман Румыния                                                                | Анка Мэрою Румыния                                                      | Моника Созаньская Германия                                                            |
| Шпага Командное первенство  | Россия · Виолетта Колобова · Татьяна Логунова · Анна Сивкова · Любовь Шутова         | Румыния · Ана Мария Брынзэ · Симона Герман · Анка Мэрою · Лоредана Дину | Эстония · Ирина Эмбрих · Эрика Кирпу · Кристина Кууск · Юлия Беляева                  |
| Рапира Личное первенство    | Инна Дериглазова Россия                                                              | Камилла Гафурзянова Россия                                              | Арианна Эрриго Италия                                                                 |
| Рапира Личное первенство    | Инна Дериглазова Россия                                                              | Камилла Гафурзянова Россия                                              | Лариса Коробейникова Россия                                                           |
| Рапира Командное первенство | Италия · Валентина Веццали · Арианна Эрриго · Элиза Ди Франчиска · Илария Сальватори | Франция · Астрид Гюйар · Коринн Метржан · Изаора Тибюс · Анита Блаз     | Россия · Инна Дериглазова · Камилла Гафурзянова · Лариса Коробейникова · Аида Шанаева |
| Сабля Личное первенство     | Ольга Харлан Украина                                                                 | Василики Вуюка Греция                                                   | Александра Соха Польша                                                                |
| Сабля Личное первенство     | Ольга Харлан Украина                                                                 | Василики Вуюка Греция                                                   | Марион Штольц Франция                                                                 |
| Сабля Командное первенство  | Россия · Екатерина Дьяченко · Юлия Гаврилова · Софья Великая · Дина Галиакбарова     | Украина · Елена Хомровая · Ольга Харлан · Галина Пундик · Ольга Жовнир  | Италия · Илария Бьянко · Джойя Марцокка · Ирене Векки · Алессандра Луккино            |